# District de Pons
Le district de Pons est une ancienne division territoriale française du département de la Charente-Inférieure de 1790 à 1795. 
Il était composé des six cantons suivants (liste par ordre alphabétique) : 
- Archiac[1] ;
- Jonzac[2] ;
- Mirambeau[3] ;
- Pons[4] ;
- Saint-Fort[5] ;
- Saint-Genis[6].

Pons perdit sa fonction de chef-lieu de district en 1800 et fut remplacé par Jonzac qui devint sous-préfecture à la suite de la réorganisation de la carte administrative voulue par Napoléon Bonaparte.